# 青森県立七戸高等学校八甲田校舎
青森県立七戸高等学校八甲田校舎（あおもりけんりつ しちのへこうとうがっこう はっこうだこうしゃ）は、青森県上北郡七戸町舟場向川久保に所在した公立高等学校。

## 沿革
- 1988年4月1日 - 青森県立八甲田高等学校が開校。
- 2007年4月1日 - 青森県立七戸高等学校八甲田校舎となる。
- 2009年 - 募集停止。
- 2010年11月13日 - 閉校記念式典
- 2011年3月31日 - 閉校[1]。開校から23年で幕を閉じた。

## 所在地
- 青森県上北郡七戸町舟場向川久保243